# Эвкомис двуцветный
Эвкомис двуцветный (лат. Eucomis bicolor) — растение семейства Гиацинтовые, родина — Южная Африка. Культивируется как декоративное луковичное растение, хотя его цветы имеют неприятный трупный запах, привлекательный для основных опылителей — мух. 

## Ботаническое описание
Цветущее луковичное растение высотой до 60 см. Цветки мелкие звездчатые собраны в густые цилиндрические соцветия длиной до 30 см. Каждое соцветие заканчивается густой шапкой из листьев, по виду напоминающую верхушку ананасов. 
- Eucomis bicolor

## Распространение и среда обитания
Eucomis bicolor произрастает в Южной Африке (Капские провинции, Лесото, Квазулу-Натал, Фри-Стейт и Северные провинции). Вдоль Драконовых гор он встречается на влажных лугах, часто вблизи ручьев, на высоте до 2500 м.

## Выращивание
Культивируется как комнатное, оранжерейное растение. Летом горшки с эвкомисом можно выносить на улицу или высаживать в открытый грунт, но при понижении температуры до +10 °, луковицы лучше выкопать и хранить дома в смеси опилок или песка при температуре 5—10 градусов. Растение выращенное из семян зацветает на 3-й год.